# Basisarts
Basisarts is in Nederland een BIG-geregistreerd arts die geen geneeskundig specialist (meer) is. De term basisarts wordt gebruikt om onderscheid te maken tussen gespecialiseerde artsen, zoals bijvoorbeeld een medisch specialist of huisarts, en overige artsen. Afhankelijk van de situatie worden niet erkende specialismen en kaderartsen soms wel of niet tot de basisartsen gerekend. Een basisarts is meestal net afgestudeerd, maar kan ook nooit gespecialiseerd zijn, nooit in Nederland gespecialiseerd zijn, of een voormalig specialist zijn. Een basisarts die een bepaalde functie vervult kan ook genoemd worden bij die functie, zoals bijvoorbeeld AIOS, ANIOS, arts-onderzoeker, jeugdarts, etc. Soms wordt een functie ook basisarts genoemd. Deze functie kan dan ook vervuld worden door een specialist die buiten zijn vakgebied werkt (bijvoorbeeld een cardioloog die werkt als basisarts in de ouderenzorg). 
Na afronding van een studie geneeskunde is men arts. Om in Nederland te mogen werken en zich arts te mogen noemen moet de arts zich als arts registreren in het BIG-register. Een arts die nog geen vervolgopleiding tot  geneeskundig specialist heeft gevolgd wordt een basisarts genoemd. Een basisarts werkt in de patiëntenzorg meestal onder supervisie van een geneeskundig specialist (bijvoorbeeld een huisarts, specialist ouderengeneeskunde, bedrijfsarts of ziekenhuisspecialist). Andere opties zijn werk als arts-onderzoeker of werk in het management en bedrijfsleven. 
Veel artsen zullen een vervolgopleiding tot geneeskundig specialist willen volgen. De in Nederland wettelijk erkende vervolgopleidingen tot geneeskundig specialist vallen uiteen in de volgende hoofdgroepen: medisch specialist, huisarts (inclusief specialist ouderengeneeskunde en arts voor verstandelijk gehandicapten) en sociaal geneeskundige. Er zijn ook niet-wettelijk erkende vervolgopleidingen die opleiden tot bijvoorbeeld algemeen militair arts, tropenarts, kaakchirurg, enzovoort. Gespecialiseerde artsen zijn vaak verplicht om aan bepaalde eisen te voldoen om specialist te blijven en kunnen dus hun specialisatie weer kwijtraken en weer basisarts worden. Een voormalig specialist mag zich ook "specialist niet praktiserend" noemen (bijvoorbeeld "cardioloog niet praktiserend"). Een basisarts die niet meer geregistreerd is, kan zich "basisarts niet praktiserend" noemen. 
Basisarts · Huisarts · Specialist —
Acute geneeskunde ·
Anesthesie-reanimatie ·
Arbeidsgeneeskunde ·
Arts Maatschappij en Gezondheid ·
Arts voor verstandelijk gehandicapten ·
Beheer van gezondheidsgegevens ·
Cardiologie ·
Dermato-venereologie ·
Endocrino-diabetologie ·
Forensische of gerechtelijke geneeskunde ·
Fysische geneeskunde ·
Gastro-enterologie ·
Geriatrie ·
Gynaecologie en verloskunde ·
Heelkunde ·
Intensieve zorg ·
Interne of inwendige geneeskunde ·
Kinder- en jeugdpsychiatrie ·
Klinische biologie ·
Klinische chemie ·
Klinische farmacologie ·
Klinische genetica ·
Mond-, kaak- en aangezichtschirurgie ·
Nefrologie ·
Neurochirurgie ·
Neurologie ·
Nucleaire geneeskunde ·
Oncologie ·
Oftalmologie of oogheelkunde ·
Orthopedie ·
Otorinolaryngologie, kno-heelkunde of nko-heelkunde ·
Pathologische anatomie ·
Pediatrie ·
Plastische, reconstructieve en esthetische heelkunde ·
Pneumologie of longziekten ·
Psychiatrie ·
Radiologie ·
Radiotherapie-Oncologie ·
Reumatologie ·
Revalidatiegeneeskunde ·
Sociale geneeskunde ·
Sportgeneeskunde ·
Stomatologie of kaakchirurgie ·
Spoedeisende of urgentiegeneeskunde ·
Urologie ·
Verzekeringsgeneeskunde en medische expertise